# Försäkringskasseförbundet
Försäkringskasseförbundet var en intresseorganisation, arbetsgivarorganisation samt serviceorganisation för 21 lokala försäkringskassor. Den 1 januari 2005 fusionerades den med Riksförsäkringsverket  och då bildade de tillsammans den statliga myndigheten Försäkringskassan.